# Søskende (film)
 For alternative betydninger, se Søskende (flertydig). (Se også artikler, som begynder med Søskende)
Søskende er en dansk film fra 1966. Filmen kaldes også Dommeren.
- Manuskript H.C. Branner efter eget skuespil.
- Instruktion Johan Jacobsen.

Blandt de medvirkende kan nævnes:
- Gunnar Lauring
- Bendt Rothe
- Preben Lerdorff Rye
- Birgitte Federspiel
- Baard Owe
- Vigga Bro
- Ove Sprogøe
- Asbjørn Andersen
- Gyda Hansen
- Ellen Margrethe Stein
- Helge Scheuer
- Jesper Langberg